# Departamentul Lekoko
Departamentul Lekoko este un departament din provincia Haut-Ogooué  din Gabon. Reședința sa este orașul Bakoumba.